# Шартье, Ален
Але́н Шартье́ (фр. Alain Chartier, ок. 1385 — ок.1430) — французский поэт, писатель.

## Биография

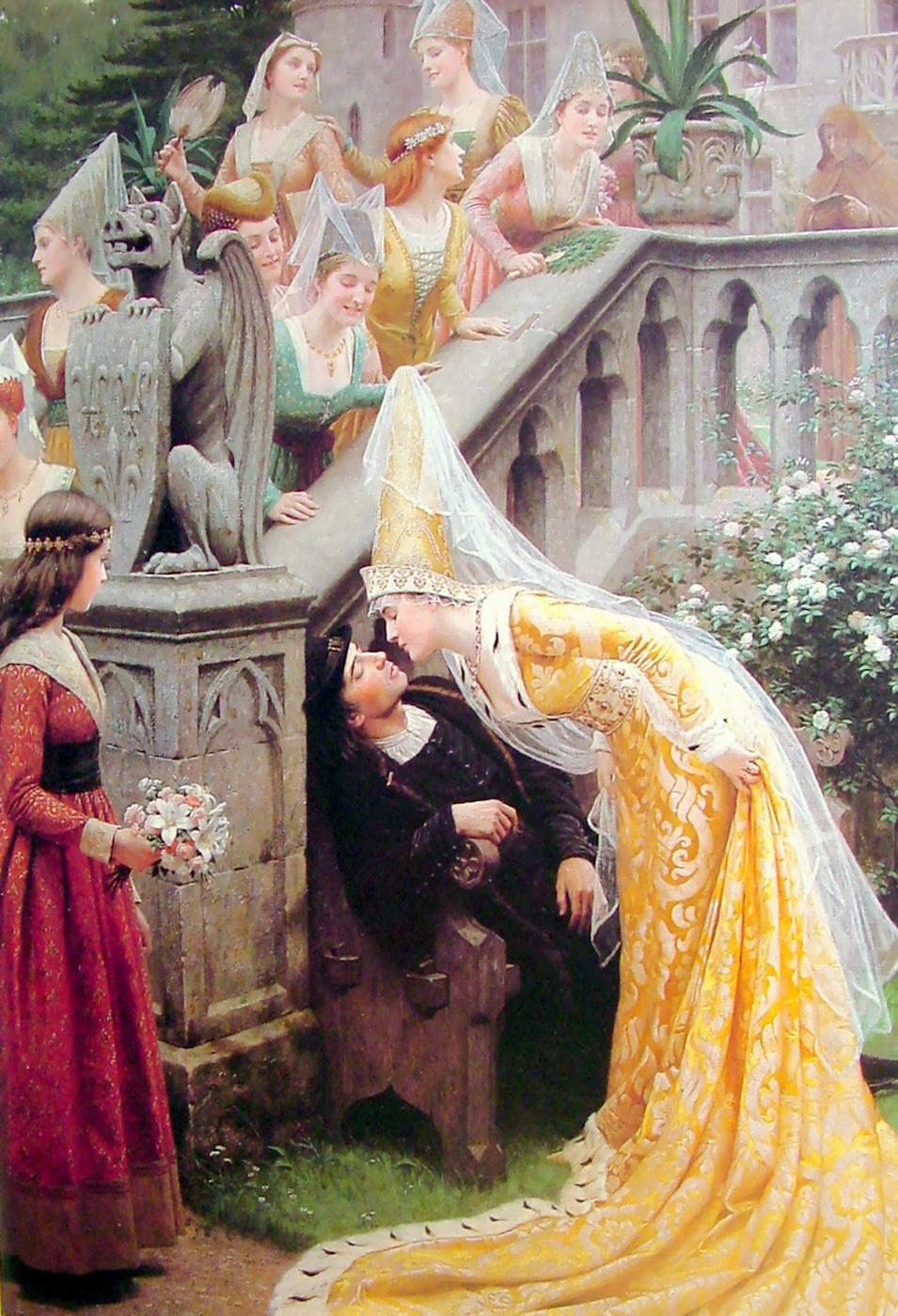
«Ален Шартье». Картина Эдмунда Лейтона, 1903

Ален Шартье родился в городе Байё; слушал лекции в Парижском университете, где своим талантом обратил на себя общее внимание (его братья тоже добились успехов: Гильом стал епископом Парижа, Тома — королевским нотариусом).
Король Карл VI принял его на службу к дофину. Между 1423 и 1426 гг. ему даются различные дипломатические поручения, между прочим, к императору Сигизмунду, при дворе которого он произносит речь ad Hussitas. В 1427 г. Шартье был послан королём Карлом VII в Шотландию для переговоров относительно свадьбы дофина (впоследствии Людовика XI) с Маргаритой Шотландской. Дальнейшие обстоятельства его жизни неизвестны. В некоторых дипломатических документах он называется канцлером города Байё. В одном из манускриптов его диалога «Четырехголосая инвектива» он называется docteur en décrets.

## Сочинения
Шартье писал по-латыни и по-французски, в прозе и стихах. Из латинских сочинений Шартье известны:
- «Dialogus super deploratione Gallicae calamitatis»
- «De detestatione belle gallici et suasione pacis»
- «Invectiva contra ingratum amicum»
- «Ad Universitatem Parisiensem» и др.

Ему же приписывается латинское письмо о Жанне д’Арк.
Французские сочинения Шартье дошли до нас во множестве манускриптов, но многие из приписываемых ему в этих рукописях сочинений не принадлежат в действительности ему, а написаны менее известными поэтами, как, например, Oton de Granson, Michaut Taillevent, Baudet, Harenc и др., на что указывал уже Клеман Маро. Это объясняется огромной популярностью, которой пользовался Шартье в течение всего XV и в начале XVI в. Главные труды Шартье:
- «Четырехголосая ивектива» (Quadrilogue invectif, 1422), длинный диалог в прозе, обрамленный сновидением, где собеседниками являются отвлеченные фигуры: Франция, рыцарство, народ и церковь, и где проводится мысль о необходимости всем соединиться во имя общего дела спасения Франции
- «Curial», послание к брату, в котором изображается яркими красками жизнь двора, продажность и развращенность придворных (это сочинение переведено на английский язык Кэкстоном)
- «Traité de l’espérance ou consolation des trois vertus Foy, Espérance et Charité», длинное сочинение в прозе и стихах, где обсуждаются различные вопросы морали, политики и философии; Шартье горячо нападает на злоупотребления церковнослужителей и проповедует реформу нравов духовенства, между прочим, стоит за браки духовных лиц
- «Le livre des quatre dames», поэма в 3600 стихах (написана около 1416 г.), содержание которой состоит в том, что 4 дамы обсуждают, кто из них несчастнее: у одной её друг убит в битве при Азенкуре, у другой — взят в плен, у третьей — пропал без вести, у четвертой — бежал с поля сражения; вывод тот, что несчастнее всех последняя
- «La belle dame sans merci» («Безжалостная красавица», 1424), поэма, сюжет которой заключается в том, что молодой человек напрасно домогается любви дамы и, не добившись её «милости», умирает с отчаяния. Она написана «квадратной» формой — строфами из восьми восьмисложных стихов. Поэма предназначалась для «Любовного двора», основанного в 1400 г. Пьером де Отвилем; однако там её восприняли как книжонку, затрагивающую честь дам. Эта поэма имела наибольший успех и вызвала множество подражаний и полемических сочинений. Поэма была переведена тогда же на английский и каталанский языки. Так как многие влюбленные жаловались на Шартье, что он своей поэмой еще более ожесточил сердца дам, то он написал в ответ на упреки поэму «Excusation». Название Belle dame sans merci использовал для своего стихотворения Джон Китс. Так же зовут одного из персонажей цикла Лорел Гамильтон об Аните Блейк.
- «Le débat des deux fortunés d’amour, ou le débat du gras et da maigre»
- «Le débat de reveillematin»
- «Le lay de paixe»
- «Le bréviaire d’amour» (вызвавшая подражание Michaut Paillevent, написавшего «Le Psautier des villains»), где перечислялись добродетели и качества истинно благородного человека.

Кроме того, Шартье написал множество рондо́, баллад, лэ и regrets и считается изобретателем формы rondeau déclinatif. Влиянию Шартье как поэта подчинялись почти все современные ему поэты Франции. Шартье является одним из первых французских писателей, стремящихся придать литературную отделку своим произведениям, заботящихся о красоте изложения и о гармоничности фразы, он старается расположить свои периоды по правилам риторики, избрав своим образцом Сенеку. Он не ограничивается одним изложением фактов, но пытается дать им объяснение; любит также цитировать древних авторов, из которых хорошо знает Сенеку, Цицерона, Вергилия. Все эти черты позволяют видеть в Шартье одного из предшественников Возрождения во Франции.